# Confrontos entre Palmeiras e Vasco da Gama no futebol
Palmeiras e Vasco da Gama fazem um importante clássico nacional envolvendo dois clubes gigantes dos estados de São Paulo e Rio de Janeiro.
Ao longo da história, Palmeiras e Vasco da Gama construíram uma amizade, já que em sua origem, o antigo Palestra Itália foi alvo de represálias dos outros clubes paulistas devido suas raízes italianas, em meados dos anos 40, quando a Segunda Guerra Mundial estava em andamento, e onde a Itália era um dos principais países em confronto, o capitão Adalberto Mendes, vascaíno, dado ao forte contato com membros do Palestra, tornou-se em um dos vice-presidentes do clube e, auxiliou no rebatismo do Palestra como Palmeiras.
Além disso, os dois clubes são historicamente ligados às maiores colônias estrangeiras em seus estados, a colônia italiana em São Paulo e a colônia portuguesa no Rio de Janeiro. E ambos os clubes, e seus torcedores, se intitulam o principal rival dos clubes de inquestionavelmente maior torcida em seus estados, o Corinthians em São Paulo e o Flamengo no Rio de Janeiro. A relação de cordialidade entre Palmeiras e Vasco da Gama desenvolveu-se, em função aparentemente destas razões, de tal maneira que não costuma haver brigas ou outros incidentes violentos em jogos entre as duas equipes, nem mesmo em partidas decisivas, razão pela qual o confronto já foi apelidado de "Clássico da Fraternidade".
Outra coincidência é que os dois clubes foram campeões das únicas duas competições internacionais vencidas por clubes brasileiros anteriormente à criação das Copas Libertadores e Intercontinental que já tiveram sua importância reconhecida por entidades internacionais como CONMEBOL e FIFA: Campeonato Sul-Americano de Campeões e Copa Rio de 1951.

## História
Na primeira partida, em 28 de setembro de 1924, esteve em disputa a Taça Vasco da Gama, com vitória palmeirense no Rio de Janeiro por 2 a 0.
Palmeiras e Vasco da Gama já se enfrentaram em três decisões de campeonatos: em 1997, após empatar os dois jogos da final do Campeonato Brasileiro em 0 a 0, o Vasco conquistou o título por ter feito a melhor campanha daquela edição. Em 2000, o Verdão conquistou o título do Torneio Rio-São Paulo ao vencer as duas partidas da decisão por 2 a 1, no Rio de Janeiro, e 4 a 0, em São Paulo. No mesmo ano, os clubes se reencontraram novamente em uma decisão, desta vez pela Copa Mercosul de 2000, naquele que viria a ser o jogo mais dramático da história do clássico e ficando conhecido como "A Virada do Século", onde Vasco saía em desvantagem por 3 a 0 ao fim do primeiro tempo e conseguiu sagrar-se campeão virando a partida para 4 a 3 no segundo tempo.
Campeonato Brasileiro
No Campeonato Brasileiro, a primeira partida entre as equipes aconteceu em 12 de março de 1967, pelo Torneio Roberto Gomes Pedrosa (antigo formato do atual Campeonato Brasileiro), com vitória alviverde por 5 a 0.
Ao longo do maior certame de futebol do Brasil o Palmeiras e o Vasco da Gama já disputaram 64 jogos, com 33 vitórias do Palmeiras, 12 do Vasco e 19 empates, 96 gols a favor do alviverde e 54 a favor do Vasco.
Principais competições
Já foram realizados confrontos entre Palmeiras e Vasco da Gama válidos por todas as principais competições de futebol do Brasil (exceto a Copa do Brasil) e também pela Copa Sul-Americana, Copa Mercosul, Copa Libertadores da América e Copa Rio. Esse confronto já protagonizou decisões de competições importantes como: Campeonato Brasileiro, Torneio Rio-São Paulo e Copa Mercosul.

## Jogos decisivos
Decisões
- Em 1997, o Vasco empatou os dois jogos com o Palmeiras em 0x0 e 0x0 na final do Campeonato Brasileiro e se sagrou campeão por ter uma melhor campanha durante o campeonato.
- Em 2000, o Palmeiras venceu o Vasco na final do Torneio Rio-São Paulo.
- Em 2000, o Vasco venceu o Palmeiras na final da Copa Mercosul.

Mata-matas em competições da CBD/CBF
- Com acompanhamento e autorização da FIFA.

Em 1951, o Palmeiras eliminou o Vasco na semifinal da Copa Rio de 1951.
Em competições da Conmebol
- Em 1999, o Palmeiras eliminou o Vasco nas oitavas de final da Copa Libertadores.
- Em 2008, o Palmeiras eliminou o Vasco na segunda fase da Copa Sul-Americana.
- Em 2011, o Vasco eliminou o Palmeiras na segunda fase da Copa Sul-Americana.

## Maiores públicos
No Rio de Janeiro
Vasco 0-0 Palmeiras, 95.481, 21 de dezembro de 1997, C. Brasileiro, Estádio do Maracanã (89.200 pagantes).
Em São Paulo
Palmeiras 0-0 Vasco, 76.965, 30 de abril de 1983, C.Brasileiro, Estádio do Morumbi (público pagante).